# Allied Intelligence Bureau
Allied Intelligence Bureau – AIB (Sojusznicze Biuro Wywiadu) – działająca w okresie II wojny światowej wywiadowcza wspólnota amerykańsko-australijska, struktura wywiadowcza dowództwa obszaru południowo-zachodniego Pacyfiku, generała Douglasa MacArthura.

## Utworzenie AIB
Sojusznicze Biuro Wywiadu zostało utworzone 6 lipca 1942 roku w Australii.
Jeszcze tego samego miesiąca AIB podporządkowane zostało wiele istniejących już terenowych oddziałów sabotażowych i grup działających w podziemiu.

## Zadania
Do zadań Allied Intelligence Bureau należało:
- gromadzenie i przekazywanie informacji dotyczących obszaru południowo-zachodniego Pacyfiku,
- osłabianie nieprzyjaciela poprzez sabotaż i niszczenie jego morale,
- udzielanie pomocy i wsparcia lokalnej partyzantce działającej na terenie okupowanym przez nieprzyjaciela.

## Kierownictwo
Pracą biura kierował główny oficer wywiadu sztabu generała MacArthura, pułkownik Charles Willoughby, funkcję kontrolera sprawował pułkownik G.C. Roberts, Dyrektor Wywiadu Australijskich Sił Lądowych. Zastępcą Robertsa został kapitan Allison Ind, oficer ze sztabu Willoughby’ego. (większość żołnierzy MacArthura stanowili wtedy Australijczycy)

## Strażnicy wybrzeża
Obok zadań związanych z planowaniem i realizacją operacji wywiadowczych, sabotażu i misji wspomagających partyzantkę na Nowej Gwinei, Wyspach Salomona i na Filipinach, AIB utrzymywało sieć tzw. strażników wybrzeża, śledzących ruchy Japończyków w tym rejonie. Grupy sabotażowe i drużyny wywiadowcze AIB przerzucano na miejsce przeznaczenia na pokładach niewielkich jednostek pływających, lub amerykańskich okrętów podwodnych.

## Sukcesy/Porażki
Sojusznicze Biuro Wywiadu zapisało na swoim koncie wiele sukcesów, zdarzały się oczywiście też i niepowodzenia. We wrześniu 1943 roku, trzydziestocztero osobowy zespół który wylądował na zajmowanej przez wojska Japońskie wyspie Timor, na wschód od Jawy, w całości dostał się do niewoli japońskiej. Korzystając ze zdobycznego nadajnika radiowego japończycy zaczęli wysyłać AIB fałszywe meldunki sytuacyjne, w konsekwencji czego w ich ręce wpadły również dwa dalsze zespoły AIB, wysłane na Timor.

## AIB vs OSS
Dochodziło także do sporów między Sojuszniczym Biurem Wywiadu a Biurem Służb Strategicznych (OSS) kierowanym przez generała majora Williama Donovana. Gen. Douglas MacArthur odrzucił projekt wykorzystania Biura Służb Strategicznych do zadań na jego teatrze działań wojennych. Skończyło się na tym że kompletnie zabronił wchodzić agentom OSS na teren pod jego rozkazami.

## Likwidacja AIB
Po zakończeniu działań wojennych na Pacyfiku w 1945 roku AIB zostało zlikwidowane.